# Občina Šalovci
Občina Šalovci (slovinsky Občina Šalovci) je jednou z 212 občin ve Slovinsku. Nachází se na severovýchodě státu v Pomurském regionu na území historického Zámuří. Občinu tvoří 6 sídel, její rozloha je 58,2 km² a k 1. lednu 2017 zde žilo 1 430 obyvatel. Správním střediskem občiny je vesnice Šalovci.

## Geografie
Rozkládá se v severní části regionu. Přitom na severu a na jihu sousedí s Maďarskem. Sousedními občinami jsou: Hodoš na východě, Moravske Toplice na jihu a Gornji Petrovci na západě. Vzhledem ke své rozloze 58,2 km2 se nachází v nadmořské výšce zhruba od 240 do 370 m.

## Členění občiny
Občina se dělí na sídla:
- Budinci
- Čepinci
- Dolenci
- Domanjševci (Domonkosfa)
- Markovci
- Šalovci